# 久原房之助
久原 房之助 （くはら ふさのすけ、1869年7月12日〈明治2年6月4日〉 - 1965年〈昭和40年〉1月29日）は、日本の実業家、政治家。
日立製作所、日産自動車、日立造船、日本鉱業創立の基盤となった久原鉱業所（日立銅山）や久原財閥の総帥として「鉱山王」の異名を取った。第一次世界大戦後の恐慌を機に政界へ進出。
衆議院議員当選5回（16、17、18、19、25回総選挙）。逓信大臣、内閣参議、大政翼賛会総務、立憲政友会（久原派）総裁を歴任。
「政界の黒幕・フィクサー」と呼ばれ、右翼に資金を提供して二・二六事件に深く関与した。戦後はA級戦犯容疑者（不起訴）となり、公職追放となった。
戦後は日中・日ソ国交回復会議議長などを務めた。また大東急記念文庫の基礎を築いた。正三位勲一等。萩市名誉市民。

## 生涯

### 青年期まで
父久原庄三郎（1840年 - 1908年／天保11年 - 明治41年）、母文子の四男として長州・萩城下の唐樋町（現在の山口県萩市）に生まれた。幼名は房三郎。のち房之助と改名。兄は日本水産の母体を作った田村市郎。叔父は藤田財閥の藤田伝三郎。
久原家父祖の地である須佐を出た庄三郎は、ひとまず萩城下の今魚店町に落ちつき場所をもとめた。廃業した造り酒屋を買い取り、杜氏を雇って、新しく事業をはじめたが、まるで商売にならなかった。唐樋町でも酒造業をつづけたが、やはり思うようにはいかず、房之助が生まれて二ヵ月後には、熊谷町に移転、酒から醤油醸造業に転業したが、結局は失敗に終わった。
房之助は、13歳で商法講習所に入学し、1885年（明治18年）に東京商業学校（現・一橋大学）を優秀な成績で卒業した。このときまだ17歳だったので、もう少し勉強しようと考え、福澤諭吉の話を聞くため、1886年（明治19年）に慶應義塾（現・慶應義塾大学）に入学、本科四等を経て、1889年（明治22年）に同塾本科を卒業する。学友に寺島成信、鈴木島吉が居る。慶應義塾在学中に三田演説館で森村の講演をしばしば聞き、道義を重んじる精神とその貿易立国論に共鳴し、1890年（明治23年）、貿易を志して森村市左衛門の森村組に入社する。しかし、叔父・藤田伝三郎と結びついていた井上馨の命令で、叔父の藤田組に移る。1891年（明治24年）に小坂銅山に赴任する。新技術の導入により、主要産品を銀から銅へ転換する等、業績を拡大して行った。

### 実業家時代
1903年（明治36年）に藤田組を退社する。1905年（明治38年）に茨城県の赤沢銅山を買収し、日立銅山と改称する。1910年（明治43年）に日立製作所を設立し（1920年（大正9年）に株式会社化）、1912年（大正元年）に久原鉱業所（後に日本鉱業と改名、現在のJXTGホールディングス、JX金属）を設立して社長となる。鉱山経営を足がかりにして企業を拡大し、造船業・肥料生産・商社・生命保険を傘下とする久原財閥を形成する。
しかし、短兵急に事業を拡大したために無理が災し、大正末期に中核だった久原鉱業を義兄の鮎川義介に譲渡し、同社からはのち日産自動車などが派生する。また、それ以前に日立製作所も派生している。

### 政治家時代
昭和に入ると、政界に進出する。立憲政友会公認で旧山口1区から衆議院議員総選挙に立候補し、当選。田中義一と親しかったところから田中内閣の逓信大臣（1928年／昭和3年）、また立憲政友会幹事長（犬養毅総裁の下の1931年／昭和6年）を歴任し、第2次若槻内閣の倒閣運動にも成功する。政治的には、親軍派に位置して中国大陸進出を主張し、「一代で巨万の富を築いた自分は超人である」と固く信じた。また日本の政党を一つにし、超人である自分がその政党を率いることが日本にとって最善だと考え、「一国一党論」を唱えて憲政一新会など小会派の取り込みを推進したが、二・二六事件に連座して一旦政界への影響力を喪失した。
二・二六事件では亀川哲也を匿ったかどで津雲国利とともに起訴、罰金200円の求刑があったが、1938年（昭和13年）5月6日、東京刑事地方裁判所で無罪判決を得ている。
その後は鳩山一郎に接近して影響力を回復、1939年（昭和14年）4月に立憲政友会が分裂すると少数派であったが、鳩山らに推されて三土忠造・芳澤謙吉とともに総裁代行委員に就任し「立憲政友会正統派」（久原派）と称して、中島知久平が率いる革新派（中島派）に対抗した。反中島派は、党長老の一人で中島と鳩山の調停役を買って出た久原房之助を総裁に選び、政友会正統派を称した。
政友会臨時総会で第8代立憲政友会総裁に指名され就任、6大政策を発表する。政友会分裂の1ヶ月後に正統派の総裁に就任するとまたもや挙国一致政党解消論を主張して国民協議会を提唱。1940年（昭和15年）7月2日、「一国一党論」を説き、芝公園三緣亭に前元両院議員ならびに全支部長の連合会を招集し、立憲政友会解党の提言を行う。翌日、久原が近衛文麿と会見して新聞に発表。
その後、「聖戦貫徹議員連盟」を結成。平沼内閣内閣参議、大政翼賛会総務なども務めた。権謀術数に長け、政界の黒幕と呼ばれた。

### 戦後
1945年11月19日、連合国軍最高司令官総司令部は、日本政府に対し久原ら11人を戦争犯罪人として逮捕し、巣鴨刑務所に拘禁するよう命令。収監されるが不起訴となった。公職追放解除後の1952年の総選挙では、山口2区から衆議院議員に当選し1期つとめ、ソビエト連邦や中華人民共和国との国交正常化を訴える日中・日ソ国交回復国民会議の会長として毛沢東との会見などを行った。他、母校の慶應義塾評議員会最高顧問を務めた。

1955年10月、北京・中南海にて、訪中団団長として毛沢東、周恩来、廖承志と会見をした久原房之助。

1965年（昭和40年）1月29日、東京白金の自邸（現・八芳園）で95歳にて死去した。墓所は大谷本廟。

## 親族
のち明治の政商として活躍、藤田組を創業した藤田伝三郎は父・庄三郎の実弟にあたる。なお、庄三郎は伝三郎が「藤田伝三郎商会」（後の藤田組、現在のDOWAホールディングス）設立の際には共同経営者として名前を連ねている。
2回結婚しており（最初の妻が鮎川義介の妹・キヨ）、妾腹の子を含めると3男10女計13人の子に恵まれた。
- 長女 - 元衆議院議長・石井光次郎に嫁ぐ。
- 三女 - 大隈重信の孫・信幸に嫁ぐ。
- 四女 - 元東京急行電鉄社長・五島昇に嫁ぐ。
- 八女 - 元スタンレー電気社長・北野隆興に嫁ぐ。
- 九女 - 米国人と結婚。
- 十女 - 米国人と結婚。
- 孫 - シャンソン歌手の石井好子。
- 孫 - 元ブリヂストンサイクル会長の石井公一郎。
- 孫 - 元東急建設社長の五島哲。
- 孫 - スタンレー電気社長の北野隆典。
- 曾孫 - 詩人・フランス文学者の朝吹亮二。
- 玄孫 - 小説家の朝吹真理子（第144回芥川龍之介賞を受賞）。

## 家系
古川薫『惑星が行く 久原房之助伝』14-15頁によれば、
｢久原家は、佐々木姓を名乗り、佐々木高綱の系譜を称して益田氏につかえた。益田氏は16世紀の中ごろ毛利元就に従属して高禄をはんだ石見の豪族である。
久原家の初代勘平治は有能な農民だったらしく、須佐転入後まもなく助左衛門と改名して浦庄屋（うらじょうや）に取り立てられた。以後久原家は村役人として裕福な家系をたもち、十代の半平保繁に至って幕末を迎える。半平は、久原房之助の祖父にあたる人である。半平は、文久3年（1863年）12月6日の夜、何者かによって暗殺された。
須佐の久原家が最も繁栄したのは十代半平の時代だった。半平は士分に取り立てられており、藩士籍の御船頭（おせんどう）をつとめる一方、浦庄屋という村役人をやっていた。また二隻の大型船を所有して廻船問屋を営み、さらに主家の金融を預かる御用商人でもあった。」

## 栄典
- 1927年（昭和2年）4月19日 - 紺綬褒章及び金杯一箇[7]
- 1940年（昭和15年）8月15日 - 紀元二千六百年祝典記念章[8]

## 著書
- 『久原一家言』冨山房、1931年5月。 NCID BA50395582。
  - 『久原一家言』（再版）佐々木第吉、1931年6月。 NCID BA66893997。全国書誌番号:44038386 NDLJP:1033988。
  - 『久原一家言』（改訂3版）佐々木第吉、1931年7月。 NCID BN11524687。全国書誌番号:65009783 NDLJP:1872960。
- 『続久原一家言』霞峰会、1931年10月。 NCID BA75582091。全国書誌番号:65002901 NDLJP:1872918。
- 『皇道経済論』千倉書房、1933年12月。 NCID BN15398030。全国書誌番号:44005518 NDLJP:1025410。
- 『国体宣揚と重臣ブロック』今日の問題社、1935年12月。全国書誌番号:44033244 NDLJP:1099473。
- 『国民を基礎とする政治機構改革に関する私見』中野豊治、1939年8月。全国書誌番号:44029361 NDLJP:1097155。
- 『前進の綱領』大地社、1939年9月。 NCID BN06209680。全国書誌番号:46061591 NDLJP:1256075。
  - 『前進の綱領』（2刷）大地社、1939年11月。 NCID BN08631678。全国書誌番号:20098681 NDLJP:1882379。
- 『皇道経済の要綱』中野豊治、1939年9月。全国書誌番号:77100984 NDLJP:1885369。
- 『世界維新と皇国の使命』翼賛出版協会、1942年3月。 NCID BA35193130。全国書誌番号:46008244 NDLJP:1044676。

## 久原邸

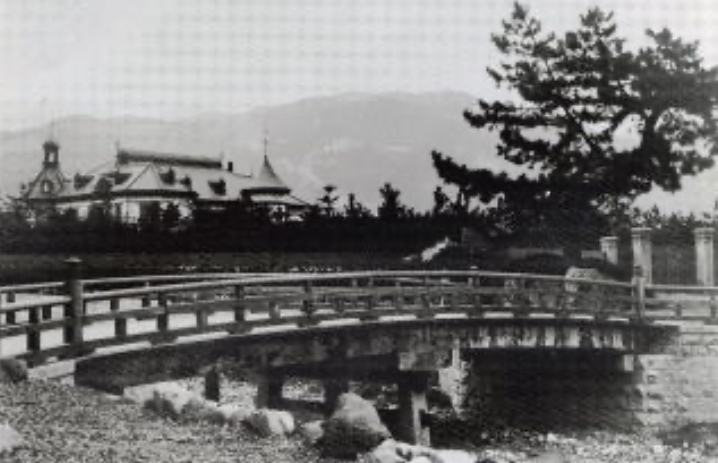
久原邸・久原橋

1904年（明治37年）、本山村野寄に構えた邸宅は、現在の灘中学校・高等学校より北、国道2号を挟んだ北隣、敷地面積は3万坪と、甲子園球場の２倍半の広さ、敷地内には果樹園、病院、発電所等が建てられ、特に子供の為に小さな本物の機関車を走らせていたとか、六甲山の冷風を送るため、山から直通トンネルを掘ったとのエピソードも残っている。住吉川に架けられた久原橋は、久原が国鉄住吉駅まで通うのに便利なように自前で建てた物
であったが、1935年（昭和10年）7月5日に集中豪雨の際に住吉川の氾濫により流失している。
1915（大正4年）、渋沢喜作が売りに出した東京白金台の邸宅を久原が購入して自邸とし、後に八芳園となる。